# Raymond Boon
Raymond Philippe Boon (Anderlecht, 11 oktober 1891 - Ukkel, 31 december 1971) was een industrieel en Belgisch senator.

## Levensloop
De industrieel Boon werd in 1932 gemeenteraadslid van Anderlecht.
In 1936 werd hij verkozen tot rexistisch senator voor Brussel en bleef dit ambt behouden tot in 1946.